# كنيسة هيدال الخشبية
كنيسة هيدال الخشبية (النرويجية: Heddal stavkirke) هي كنيسة خشبية موجودة في هيدال في بلدية نوتودن، في دولة النرويج.
تشتهر النرويج بمجموعة من الكنائس الخشبية المسيحية التي تعود إلى العصور الوسطى. كنيسة هيدال الخشبية تعتبر أشهرها وأكبرها على الإطلاق. تم بناء الكنيسة في بداية القرن الثالث عشر. لكن بعد حركة الإصلاح الديني في أوروبا، كانت الكنيسة في حالة سيئة للغاية، تم ترميمها بداية ما بين عامي 1849 و 1851. لكن، نظراً للافتقار إلى المعرفة والمهارات اللازمة في ذلك الوقت، كان من الضروري إعادة الترميم مرة أخرى في خمسينيات القرن العشرين.

## معرض الصور

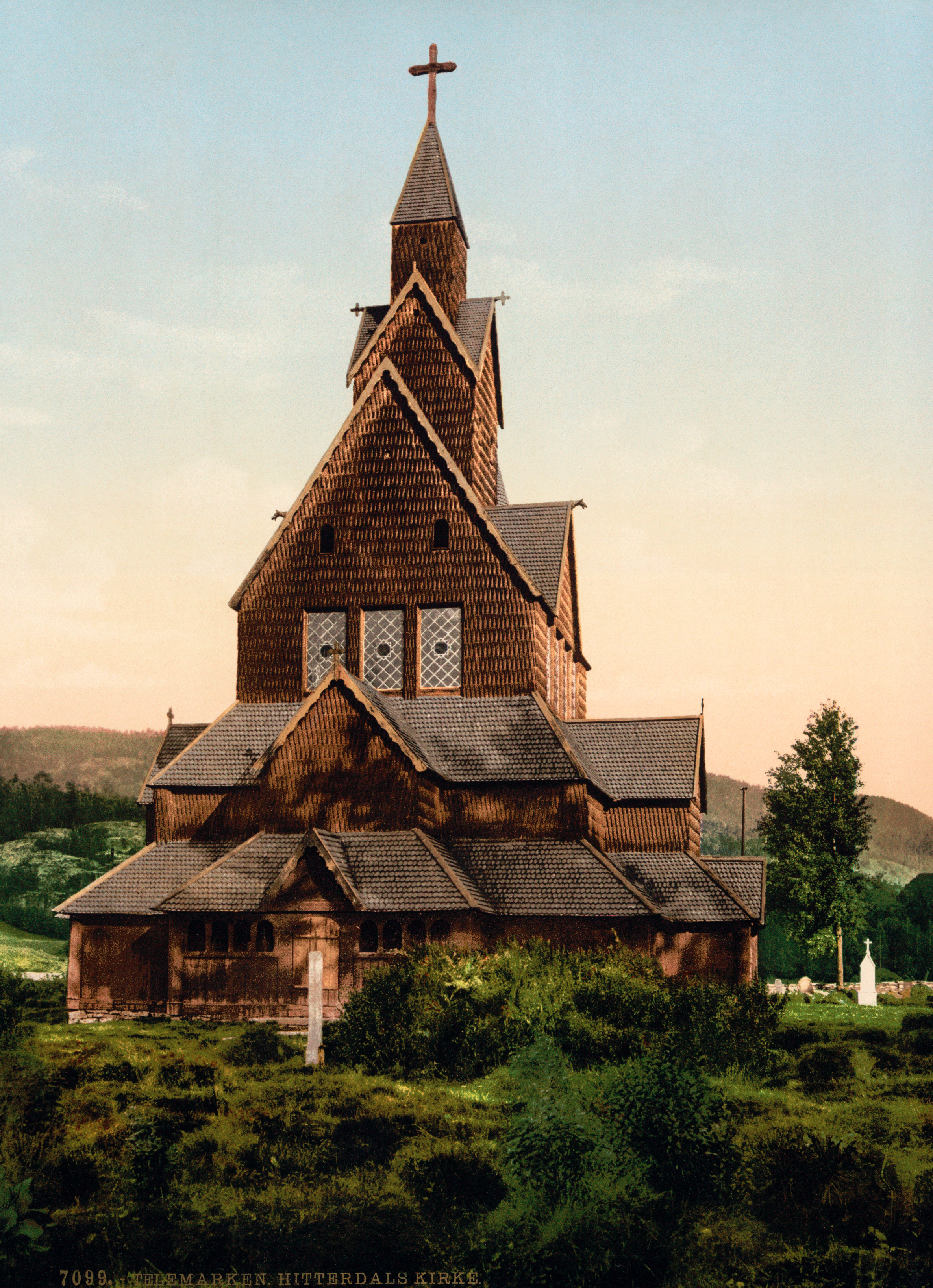
كنيسة هيدال الخشبية، في وقت ما بين 1890 و 1900
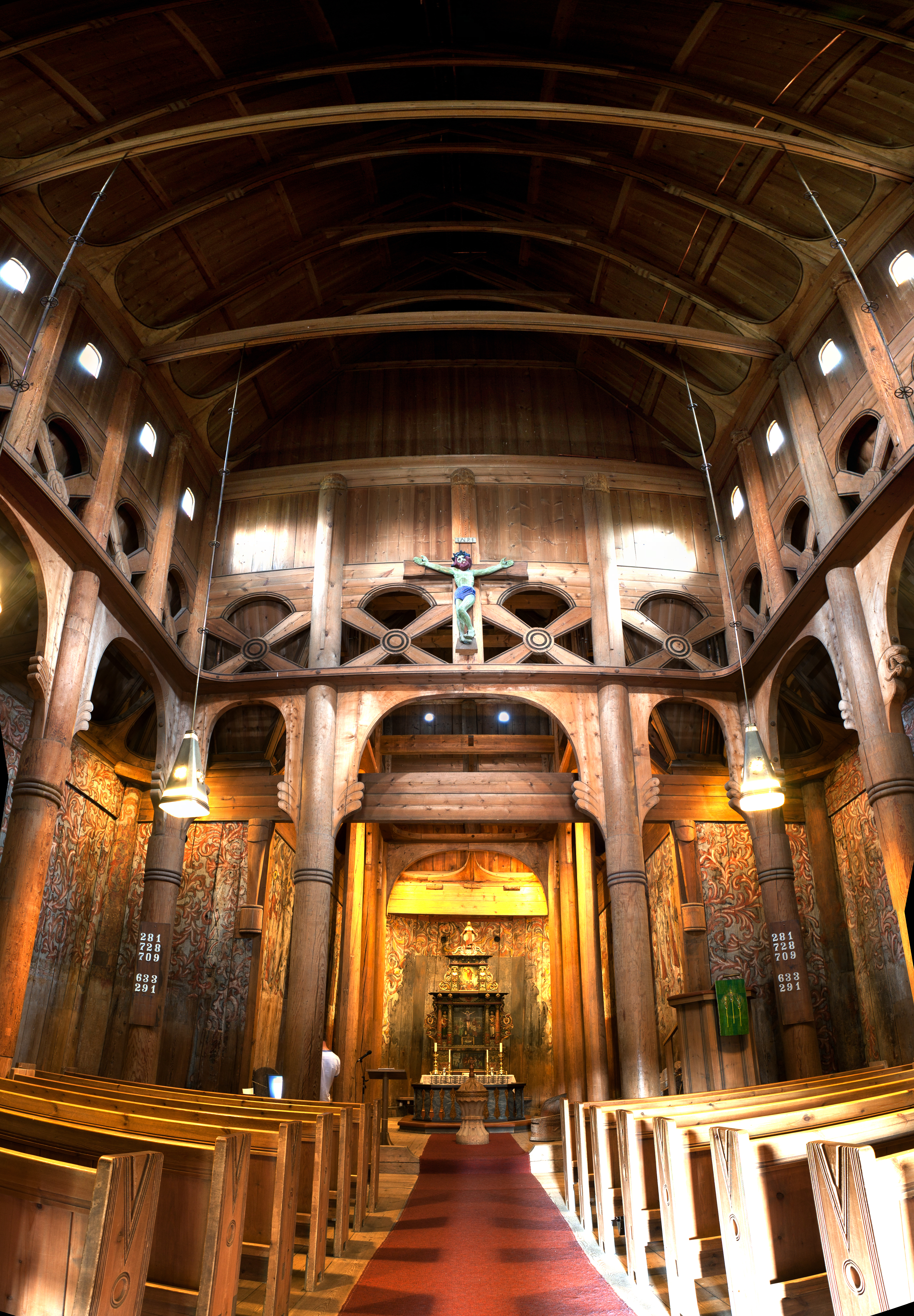
كنيسة هيدال الخشبية من الداخل
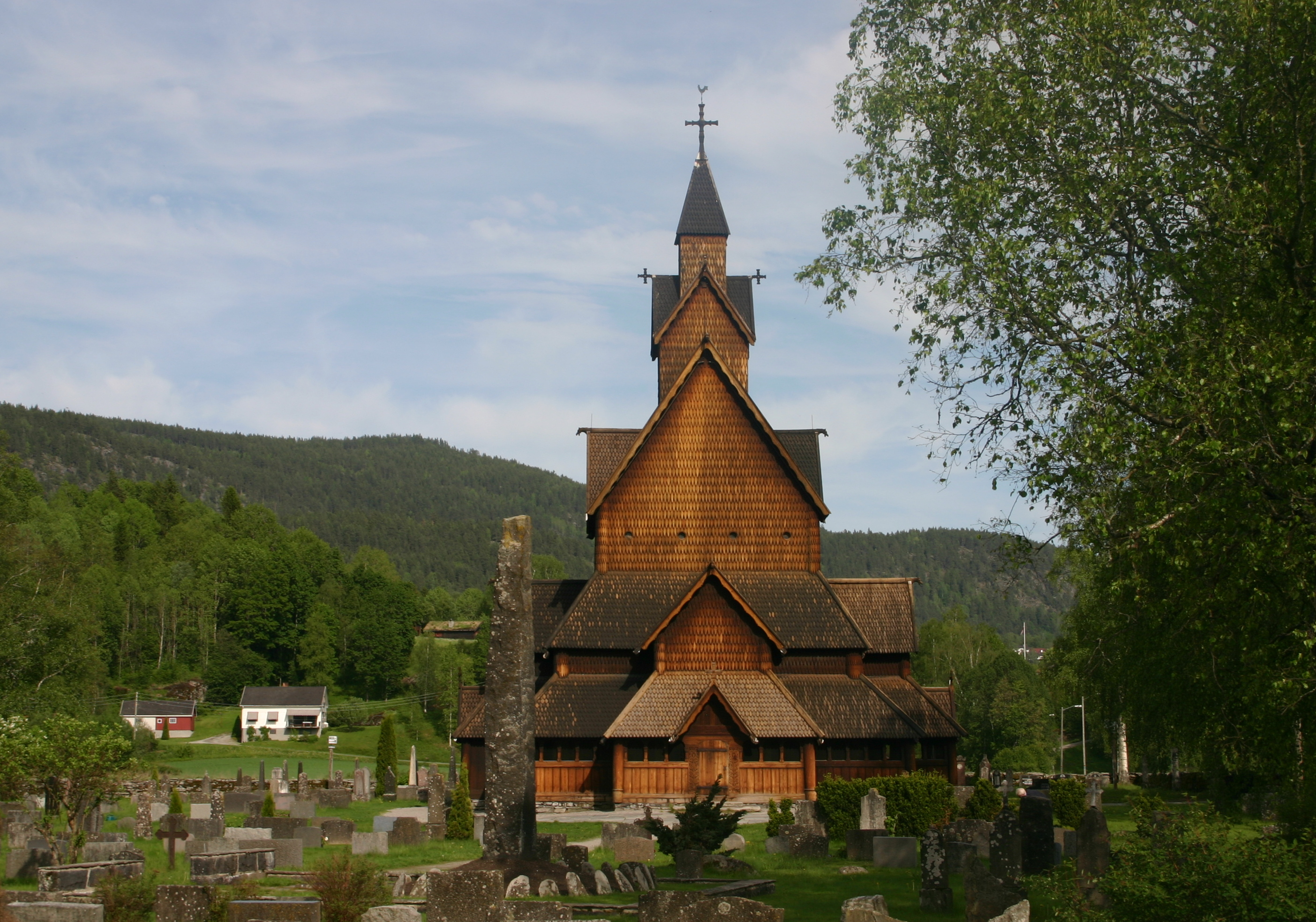
صورة خلفية لكنيسة هيدال الخشبية